# Родбелл, Мартин
Мартин Ро́дбелл (англ. Martin Rodbell; 1 декабря 1925, Балтимор, штат Мэриленд — 7 декабря 1998, Чапел-Хилл, штат Северная Каролина) — американский биохимик и молекулярный эндокринолог. В 1994 году вместе с Альфредом Гилманом получил Нобелевскую премию по физиологии или медицине 1994 года.
Член Национальной академии наук США (1987).

## Биография
Мартин Родбелл родился 1 декабря 1925 года в Балтиморе (Мэриленд), где окончил среднюю школу. В 1943 году он поступил в университет Джонса Хопкинса, но уже через год он прервал учёбу для службы в армии. Он участвовал во Второй мировой войне в военно-морских силах США в качестве радиста. В 1946 году он вернулся в университет и окончил бакалавриат в 1949 году. В 1950 году он женился на Барбаре Ледерман — старшей сестры Сюзанны Ледерман, которая была подругой известной еврейки Анны Франк. Родбелл получил степень доктора философии в биохимии в Вашингтонском университете в 1954 году, после чего два года делал пост-докторантуру в Университете Иллинойса в Урбане-Шампэйн. С 1956 году Родбелл работал в Национальном институте здоровья, сначала в Бетезде (Мэриленд), а с 1985 года — в Чапел-Хилл (Северная Каролина) до своего ухода на пенсию в 1994 году.

## Награды
- 1984 — Международная премия Гайрднера (совместно с Альфредом Гилманом), «For elucidating the mechanism by which peptide hormones act across cell membranes to influence cell function»[5]
- 1987 — Richard Lounsbery Award[англ.] (совместно с Альфредом Гилманом), «For their discoveries regarding the proteins and mechanisms that mediate cellular responses to the binding of ligands to cell surface receptors»
- 1994 — Нобелевская премия по физиологии или медицине, «За открытие G-белков и роли этих белков в сигнальной трансдукции в клетке»